# IC 310
IC 310 је лентикуларна галаксија у сазвјежђу Персеј која се налази на листи објеката дубоког неба у Индекс каталогу.
Деклинација објекта је + 41° 19' 29" а ректасцензија 3h 16m 43,0s. Привидна величина (магнитуда) објекта IC 310 износи 13,0 а фотографска магнитуда 14,0. Налази се на удаљености од 76,671 милиона парсека од Сунца. IC 310 је још познат и под ознакама UGC 2624, MCG 7-7-45, CGCG 540-75, IRAS 03135+4108, PGC 12171.